# Kroatiens fodboldforbund
Hrvatski nogometni savez (HNS) er Kroatiens nationale fodboldforbund og dermed det øverste ledelsesorgan for fodbold i landet. Det administrerer de kroatiske fodboldligaer og landsholdet og har hovedsæde i Zagreb.
HNS blev grundlagt i 1912 og blev medlem af FIFA i 1941, da det hørte under Den Uafhængige Stat Kroatien. Dette medlemskab varede til slutningen af 2. verdenskrig. Da landet blev frigjort fra Jugoslavien i begyndelsen af 1990'erne blev det både medlem af FIFA og UEFA.

## Ekstern henvisning
- hns-cff.hr

| Fodbold | Spire Denne artikel om en fodboldorganisation er en spire som bør udbygges. Du er velkommen til at hjælpe Wikipedia ved at udvide den. |